# تشارلز غاينور
تشارلز غاينور (بالإنجليزية: Charles Gaynor)‏ هو ملحن ومخرج وشاعر أمريكي، ولد في 3 أبريل 1909 في بوسطن في الولايات المتحدة، وتوفي في 18 ديسمبر 1975 في واشنطن العاصمة في الولايات المتحدة.

## وصلات خارجية
- تشارلز غاينور على موقع IMDb (الإنجليزية)
- تشارلز غاينور على موقع ميوزك برينز (الإنجليزية)
- تشارلز غاينور على موقع قاعدة بيانات برودواي على الإنترنت (الإنجليزية)
- تشارلز غاينور على موقع قاعدة بيانات الفيلم (الإنجليزية)